# Acca lanuginosa
Espèce
Statut de conservation UICN

 EN  : En danger
Acca lanuginosa est une espèce de plantes à fleurs de la famille des Myrtaceae. C'est un arbuste ou un arbre endémique du Pérou.

## Description
Il s'agit d'un arbuste ou d'un arbre.
Il est apparenté au feîjoa ou goyave ananas (Feijoa sellowiana), endémique au Pérou et est considéré comme Vulnérable par l'UICN.

## Répartition et habitat
L'aire de répartition indigène de cette espèce est le centre et le sud du Pérou central. Elle pousse principalement dans le biome tropical saisonnièrement sec

## Systématique
Le nom correct complet (avec auteur) de ce taxon est Acca lanuginosa (Ruiz & Pav. ex G.Don) Mc Vaugh.
L'espèce a été initialement classée dans le genre Psidium sous le basionyme Psidium lanuginosum Ruiz & Pav. ex G.Don.
Acca lanuginosa a pour synonymes :
- Acca lanuginosa (Ruiz & Pav. ex G.Don) McVaugh
- Acca peruviana O.Berg
- Acca velutina Burret
- Psidium lanuginosum Ruiz & Pav. ex G.Don
- Psidium lanuginosum Ruiz & Pav. ex Lopez